# Comuna Perșe Travnea, Sofiivka
Perșe Travnea (în ucraineană Перше Травня) este o comună în raionul Sofiivka, regiunea Dnipropetrovsk, Ucraina, formată din satele Andriivka, Hanno-Mîkolaiivka, Iujne, Krînîciuvate, Liube, Makortî, Nova Zorea, Oleksandrivka, Perșe Travnea (reședința) și Verbove.

## Demografie
Componența lingvistică a satului Perșe Travnea
     Ucraineană (94,25%)
     Rusă (4,79%)
     Alte limbi (0,6%)
Conform recensământului din 2001, majoritatea populației satului Perșe Travnea era vorbitoare de ucraineană (94,25%), existând în minoritate și vorbitori de rusă (4,79%).